# Hendersonville (Észak-Karolina)
Hendersonville városa Henderson megyében Észak-Karolina nyugati részén van 35 km-re délre Ashevilletől. 1900-ban a városnak 1917 lakója volt, 1910-ben  2818, és 1940-ben 5381 ember élt itt. A 2000-es népszámlálás idején a város 10 420 főt számlált. Hendersonville Henderson megye székhelye. Mint a megye, a város a nevét az Észak-Karolinai főbíró után kapta.
Hendersonville és Henderson megye része az Asheville metropolita körzetnek, s a 2000. évi felmérések szerint az ötödik legnagyobb körzet.

## A város leírása
A kis város különösen gyönyörű. Belvárosa többnyire a turistaforgalomra van felkészülve, ezért ajándék boltok és turistaattrakciók találhatók itt. Az építkezés a 19. század és korai 20. század stílusát tükrözi. A belváros renoválását az 1990-es évek elején végezték.
Az ipari létesítményeket áttelepítették egy kis sávra a U.S. HWy 64. és a U.S. HWy 176. mentén. A belvárosban többnyire lakóházak vannak, de a városka nyugati részén történelmi nevezetességű házak is találhatók, valamint a város északi részén a Druid Hill-en.
A város keleti része süllyed, így a 7th Avenue helyreállítására tesznek erőfeszítéseket.

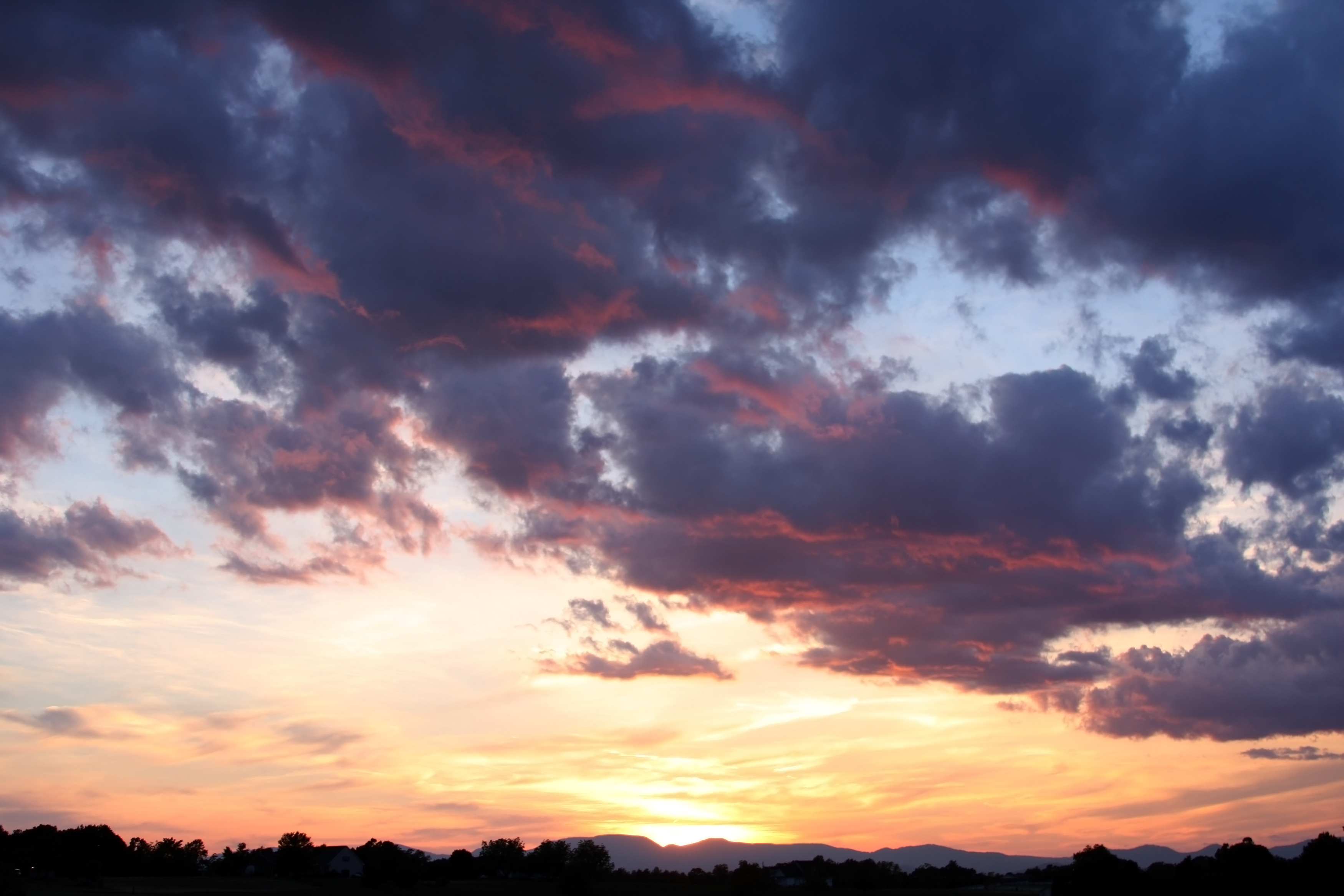
Naplemente Hendersonville közelében

## Népesség
A 2000. évi felmérések alapján a városnak 10 421 lakója volt, 4579 háztartás és 2555 család.
A lakosság 81,44%-a fehér, 12,4%-a afro-amerikai, 0,28%-a őslakó amerikai, 0,73%-a ázsiai, 0,01%-a pacifikus-óceáni szigetlakó és 3,48% más rasszba tartozik. Hispániai vagy latin a lakosság 9,09%-át teszi ki.
Az átlag kereset $30 458, ebből a nők átlagkeresete $22 770. Az egy főre jutó jövedelem $19 926.